# Condado de Sherman (Nebraska)
O Condado de Sherman é um dos 93 condados do estado norte-americano de Nebraska. A sede do condado é Loup City, que é também a sua maior cidade. O condado tem uma área de 1481 km² (dos quais 16 km² estão cobertos por água), uma população de 3318 habitantes, e uma densidade populacional de 2,3 hab/km² (segundo o censo nacional de 2000). Foi fundado em 1871 e recebeu o seu nome em homenagem a William Tecumseh Sherman (1820-1891), que foi general na Guerra Civil Americana.